# 赫加齐山脊
赫加齐山脊(Dorsum Higazy)是月球雨海中的一道皱岭，其中心月面坐标为28°00′N 17°00′W / 28.0°N 17.0°W，全长60公里，名称取自埃及地球科学家"利阿德·阿卜杜勒-马吉德·赫加齐"(Riad Abdel-Magid Higazy，1919年-1967年)，1976年国际天文联合会在法国格勒诺布尔召开的大会上，该名称与其它众多月球地名一道被正式批准接受。